# Петров, Александр Константинович
Алекса́ндр Константи́нович Петро́в (род. 17 июля 1957, Пречистое, Ярославская область) — советский и российский художник-мультипликатор, сценарист, продюсер, режиссёр. Член Совета при Президенте Российской Федерации по культуре и искусству.
Лауреат Государственной премии РСФСР (1990) и Государственной премии России (1995). Заслуженный деятель искусств Российской Федерации (2004). Член Союза кинематографистов России, член Международной ассоциации аниматоров (АСИФА), член Американской киноакадемии. Лауреат премии «Оскар» (2000 год) за мультфильм «Старик и море» (первый и единственный режиссёр российского анимационного фильма, удостоенный этой награды).

## Биография
Родился 17 июля 1957 года в деревне Гуреево недалеко от села Пречистое Первомайский район (Ярославская область). Мать Лия Александровна по профессии — торговый работник, отец Константин Дмитриевич — шофёр. Вскоре после рождения Александра семья переехала в Ярославль, и он стал учиться в школе № 15.
По рассказам домашних, свой первый приз — фотоаппарат «Смена» — будущий обладатель «Оскара» выиграл в десятилетнем возрасте, победив в городском конкурсе рисунков на асфальте «Пусть всегда будет солнце!». Как-то учитель физкультуры Л. Фадеева предложила своему ученику украсить спортивный зал школы рисунками с изображением спортсменов. В то время открытки были большой редкостью, поэтому Александр Константинович стал срисовывать их с марок. Трудился долго, потом с нетерпением ждал окончания лета, чтобы все друзья смогли увидеть его работу. Волновался, даже снились сны, что школу перекрасили в зелёный цвет. И очень гордился успехом. Под руководством В. Н. Черненко, учителя французского языка, рисовал эмблемы, флаги для клуба интернациональной дружбы. Все учителя вспоминают, что Александр Константинович был тихим, спокойным, очень любил рисовать, посещал школу при Ярославском художественном училище, в которое поступил после 9-го класса.
Однажды Александр отмечал Новый год в компании одноклассников и влюбился в Наташу Малачеву из параллельного класса. Они поженились. Наташа стала не только женой, но и другом, соратником, ради мужа и сына отказалась от собственной карьеры, диссертации.
В 1976 году Петров окончил Ярославское художественное училище. В 1982 году — художественный факультет ВГИКа (мастерская Ивана Иванова-Вано). Дипломной работой Петрова во ВГИКе были карандашные рисунки к фильму по мотивам «Божественной комедии» Данте, который так и не был снят.
В мультипликации с 1981 года. Сын Дима серьёзно заболел и семья переехала на юг. Работал художником-постановщиком мультипликационных фильмов на киностудиях «Арменфильм» в Ереване (1981—1982) и на Свердловской киностудии в Свердловске (1982—1992). До того, как стал снимать самостоятельные картины, Петров работал художником-постановщиком у Владимира Петкевича и Алексея Караева.
В 1987—1988 годах Александр Петров занимался на Высших курсах сценаристов и режиссёров, где его наставником был известный мультипликатор Фёдор Хитрук.
Является постоянным участником международных кинофестивалей, призёром многих из них.
С 19 апреля 2008 года — почётный член Российской академии художеств (единственный академик-мультипликатор), с 2018 года — член Совета при Президенте Российской Федерации по культуре и искусству.
Сын Дмитрий — художник-мультипликатор, лауреат Премии Президента Российской Федерации для молодых деятелей культуры.

## Творчество
Характерной особенностью творчества мультипликатора является техника «ожившей живописи». Техника, в которой рисует свои фильмы Александр Петров, невероятно сложна и называется «пальцевая живопись» — то есть работает не с прозрачным пластиком, а на стекле. Выдавив краску, Александр рисует пальцами, лишь в исключительных случаях использует кисточки. Один рисунок — один кадр фильма, который при просмотре промелькнет за 1/24 долю секунды (то есть для 1 минуты фильма необходимо нарисовать больше тысячи картин, за день можно нарисовать порядка 15). Следующее мгновение кинокартины рождается путём внесения поправок в предыдущий эпизод. При такой манере к окончанию съёмок у художника не остаётся практически ничего, кроме стекла с последним фрагментом фильма, все плоды трудов — только на плёнке. В своих фильмах Петров часто использует ротоскопирование и трёхмерное моделирование сцен («движущаяся камера», приём перенесённый из кинематографа).

### Пейзажи
Пейзажи Александра Петрова очень разные. Сухие, знойные, меланхоличные, проникнутые подспудно ощущаемым драматизмом русские. Излучающие тепло и морскую влагу крымские. Но именно чувство любви к сотворённому миру объединяет эти удивительные работы. Они как бы подготавливают зрителя к восприятию петровской анимации. В них — истоки основных мотивов творчества художника.
«Старое кладбище в Армении» — лунный, потусторонний пейзаж, преобразившийся потом в почти рериховское «масло». Вот «рыбаки на уральском озере» — на полотне, кажется, только вода и небо — нет, видна крохотная фигурка в лодочке справа. Или пейзаж со стогом сена — опять небо, огромное, грозовое, там-то, в вышних сферах, наверное, и происходит главное, настоящее. О присутствии человека в мире говорит лишь маленький стожок. Но он есть, он вписан в картину мира.
Или полыхающее оранжевое дерево, на котором видны хрупкие качели. Единое бытие и человек, погружённый в него, но не растворённый. Редкая сегодня гармония восприятия мироздания и попытка прочувствовать место человека в нём. Вселенная, в которой все ценно — и небесные битвы, и приметы человеческого быта. Человек на полотнах Петрова выглядит погружённым в пейзаж, но не растворенным в нём.

### Мультипликация
Первая режиссёрская работа Александра Петрова — рисованный мультфильм «Марафон», снятый совместно с Михаилом Тумелей. Он был приурочен к 60-летию Микки Мауса и подарен Рою Диснею в 1988 году.
Выпускной работой Александра Петрова на Высших режиссёрских курсах была картина по мотивам рассказа Андрея Платонова «Корова».
Следующий фильм, «Сон смешного человека» по Достоевскому. Человек, задумавший самоубийство, отторгнут от всех и всего, он — один, он — сам по себе. Такое отдельное существование невозможно (отсюда и решение совершить самоубийство), но невозможна и цельность, гармония, золотой век. Очень точно Петров изображает развращение прекрасного мира: кокетство, первое убийство, разобщённость, строительство крепостей, развитие науки. Нет больше мира радости, счастья. А. К. Петров смог не только передать сюжет рассказа, но и философию Ф. М. Достоевского.
Следующей его работой стала «Русалка», где один человек, молодой послушник, отвечает за грех другого, невинный — несёт вину. Ответственность одного за другого неизбежна и неотвратима. Олицетворение этой неотвратимости — река, а воплощение её — русалка. Номинант на Оскара — «Русалка» — завораживает зрителя удивительной красотой истории о грехе и воздаянии, соблазне и прощении. «Русалка» — красивая и печальная сказка о старом монахе и юном послушнике, которого соблазнила красавица, чтобы отомстить старику за грехи молодости, за предательство. «Русалку» Александр Константинович сделал на созданной им самим анимационной студии «Панорама» в Ярославле. Он признался, что это один из любимейших его фильмов и что ему постоянно снится один и тот же сон: он доделывает «Русалку», дописывает конец мультфильма, последние две минуты.
С 1996 по 1999 год жил и работал в Монреале (Канада), где работал над картиной «Старик и море», благодаря которой получил всемирную известность. Чтобы создать «Старика и море», Александру Петрову потребовалось 30 месяцев напряжённейшего труда. Главного героя мультфильма А. Петров рисовал со своего тестя. В 2000 году «Старик и море» был удостоен премии Американской киноакадемии «Оскар».
В 2006 году А. Петров закончил работу над фильмом по произведению Ивана Шмелёва «Моя любовь» (гран-при XII открытого фестиваля российской анимации и фестиваля «Послание к Человеку», лауреат премии Ника-2007 в номинации «Лучший анимационный фильм»). Этот фильм также был номинирован на «Оскар» 2008 года.
В свободное от съёмок время Петров иллюстрирует книги, например, «Старика Хоттабыча» Л. Лагина.
В 2007 году набрал учеников в «Мастерскую Александра Петрова», с 2010 года ведёт официальный курс. Уже первая работа его учениц «Ещё раз!» не осталась незамеченной. Этот фильм получил премию «Ника» в номинации Лучший анимационный фильм 2011 года (режиссёры Елена Петрова, Татьяна Окружнова, Мария Архипова, Алина Яхьева, Екатерина Овчинникова и Наталья Павлычева, продюсер Александр Петров).
Я рисую свои фильмы на белом матовом стекле. Краску наношу прозрачным слоем (или несколькими слоями), причём не кистью, а пальцами. Рабочее поле примерно формата A3 подсвечено специальными лампами. Мы снимаем одну фазу движения персонажа, а затем стираем его и рисуем следующую. Фон остаётся неподвижным, как декорации в театре. Но если нужно, скажем, как в «Старике и море», передать движение океана, фон тоже приходится рисовать каждый раз заново.
Компьютеры… Легко можно потерять контроль над материалом. В компьютерной анимации иногда совсем не видно художника, зато хорошо видна программа, с помощью которой её снимали.
В разработке находится проект анимационного фильма об Александре Невском «Князь». Ориентировочно картина должна выйти в 2025 году.

## Фильмография
| Год  | Мультфильм                                                   | Режиссёр                       | Художник-постановщик             | Автор сценария                                  | Другое                               |
| ---- | ------------------------------------------------------------ | ------------------------------ | -------------------------------- | ----------------------------------------------- | ------------------------------------ |
| 1982 | Сказка о зеркале                                             |                                | зелёная ✓                        |                                                 |                                      |
| 1982 | Венец природы                                                |                                | зелёная ✓                        |                                                 |                                      |
| 1984 | По щучьему велению                                           |                                | зелёная ✓                        |                                                 |                                      |
| 1984 | Кот в колпаке                                                |                                | зелёная ✓                        |                                                 |                                      |
| 1984 | Воробьишко                                                   |                                |                                  |                                                 | художник                             |
| 1984 | Ночь                                                         |                                |                                  |                                                 | художник                             |
| 1985 | Сказочка про козявочку                                       |                                | зелёная ✓                        |                                                 |                                      |
| 1986 | Добро пожаловать!                                            |                                | зелёная ✓                        |                                                 |                                      |
| 1988 | Марафон                                                      | (совместно с Михаилом Тумелей) | (совместно с Михаилом Тумелей)   |                                                 |                                      |
| 1989 | Хранитель                                                    |                                | зелёная ✓                        |                                                 |                                      |
| 1989 | Дело прошлое…                                                |                                |                                  |                                                 | художник                             |
| 1989 | Корова                                                       | зелёная ✓                      | зелёная ✓                        | зелёная ✓                                       |                                      |
| 1991 | И возвращается ветер… (фильм)                                |                                | (совместно с Тамарой Каспаровой) |                                                 |                                      |
| 1992 | Сон смешного человека                                        | зелёная ✓                      | зелёная ✓                        | зелёная ✓                                       |                                      |
| 1995 | Добро пожаловать в XXI век                                   | зелёная ✓                      | зелёная ✓                        |                                                 |                                      |
| 1996 | Русалка                                                      | зелёная ✓                      | зелёная ✓                        | (совместно с Мариной Вишневецкой)               | продюсер                             |
| 1999 | Старик и море                                                | зелёная ✓                      | зелёная ✓                        | зелёная ✓                                       |                                      |
| 2003 | Зимние дни (яп. 冬の日 фую-но хи) (эпизод «Мальчик и ворон») | зелёная ✓                      | зелёная ✓                        |                                                 |                                      |
| 2006 | Моя любовь                                                   | зелёная ✓                      | зелёная ✓                        | (при участии Михаила Тумели и Татьяны Павлович) |                                      |
| 2010 | Ещё раз!                                                     |                                |                                  |                                                 | продюсер                             |
| 2011 | Достоевский (телесериал)                                     |                                |                                  |                                                 | сыграл роль художника Василия Перова |

### Другие работы
- 2001 — Рекламный ролик «Шоколад „Совершенство“» (вместе с сыном Дмитрием)
- 2003 — Рекламный ролик «Coca-Cola Новый год» — режиссёр, художник-постановщик
- 2007 — Рекламный ролик «Schwarzkopf Новый год» — режиссёр
- 2011 — Презентационный ролик этапа Кубка мира по лыжным гонкам в «Дёмино» — режиссёр, художник-постановщик[9][10]
- 2012 — Ролик к 175-летию Российских железных дорог[11]
- 2014 — Ролики для церемонии открытия XI Паралимпийских зимних игр
- 2018 — Заставка Киностудии КИТ[12]
- 2018 — Заставка для сериала «Домашний арест» (вместе с сыном Дмитрием)[13]

## Награды и премии
- Государственная премия РСФСР за произведения и работы для детей и юношества (1990) — за мультфильм «Добро пожаловать!» (1986)
- Государственная премия Российской Федерации (1995)
- Премия «Оскар» 2000 года — за мультфильм «Старик и море».
- заслуженный деятель искусств Российской Федерации (2004)
- Медаль имени Михаила Чехова (2016, Дом русского зарубежья имени Александра Солженицына)
- Национальная анимационная премия «Икар» (2019) в номинации «Дело» за Заставку сериала «Домашний арест» (с Дмитрием Петровым)
- Нагрудный знак РФ «За вклад в российскую культуру» (2021, Министерство культуры Российской Федерации)[14].